# Oddział braci Mašínów
Oddział braci Mašínów – antykomunistyczna grupa zbrojna w Czechosłowacji w okresie powojennym.

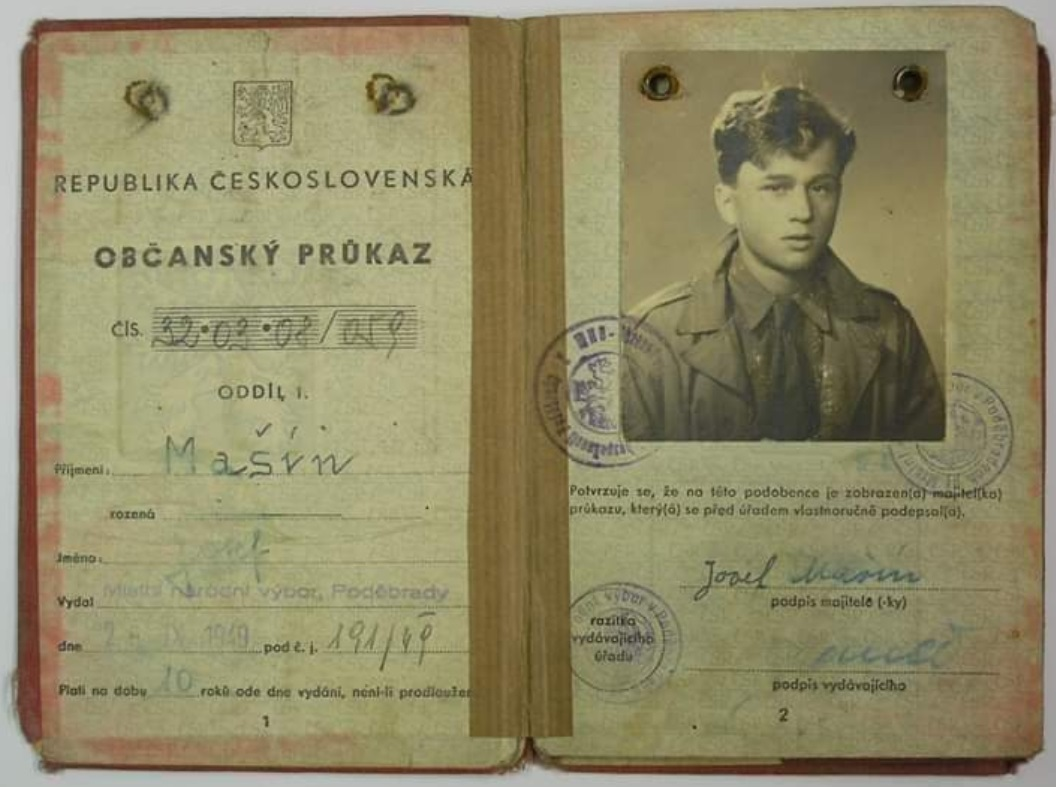
Karta Josefa Mašína Jr. (1949).

Bracia Ctirad i Josef Mašín byli synami ppłk. Josefa Mašína, który podczas okupacji niemieckiej działał w konspiracji, zaś w 1941 roku został aresztowany i rok później zamordowany. Po przejęciu władzy w Czechosłowacji przez komunistów w lutym 1948 r., rozpoczęli działalność konspiracyjną, wierząc, że pomiędzy USA i ZSRR wybuchnie wojna. W poł. 1951 r. utworzyli grupę zbrojną. Nie miała ona swojej nazwy. W jej skład wszedł też wujek braci, Ctibor Novák, który w okresie międzywojennym służył w służbach specjalnych, a także Milan Paumer, Zbyněk Janata i Václav Švéda. Do pierwszej akcji doszło 13 września tego roku, kiedy w miejscowości Chlumec nad Cidlinou został zabity funkcjonariusz Korpusu Bezpieczeństwa Narodowego (SNB) Oldřich Kašík. 28 września w Čelákovicach C. Mašín pozbawił przytomności i związał funkcjonariusza SNB Jaroslava Honzátkę. W obu przypadkach chodziło o zdobycie broni i amunicji. 2 sierpnia pomiędzy Čáslavem i Hedvikovem bracia Mašínowie zastrzelili kasjera z huty aluminium Josefa Rošický'ego, rabując mu pieniądze na wypłaty. Po przeprowadzeniu tych akcji grupa podjęła decyzję przedostania się na Zachód. Chcieli, aby Amerykanie przeszkolili ich w technikach walki partyzanckiej, aby powrócić do kraju w momencie wybuchu III wojny światowej. Pierwsza próba nie udała się, gdyż czechosłowackie służby bezpieczeństwa StB aresztowały agenta CIC, który miał zorganizować przerzut członków grupy. Podczas przesłuchania wydał Ctirada Mašína. Wkrótce funkcjonariusze StB zatrzymali jego brata i C. Nováka. Po kilku miesiącach zostali oni wypuszczeni na wolność, gdyż nie powiązano ich z przeprowadzonymi akcjami. Natomiast C. Mašína skazano na karę 2 lat obozu pracy, którą odbył w kopalni uranu koło Jáchymova. W tym czasie pozostali członkowie grupy zrabowali z konwoju 846 tys. koron. Jeden z konwojentów został zastrzelony. Za skradzione pieniądze kupili motocykle, buty, kanapę i naprawili wodociągi w domu jednego z członków grupy. Następnie ukradli 100 kg materiałów wybuchowych, ponoć zamierzając wysadzić pociąg z uranem, a nawet pociąg wiozący prezydenta Klementa Gottwalda. Pomysły te pozostały jednak jedynie w sferze planowania. Ostatnią akcją było odpalenie rac świetlnych w nocy w kilku wioskach morawskich w proteście przeciwko kolektywizacji. Po wypuszczeniu na wolność Ctirada Mašína podjęto na początku października 1953 r. kolejną decyzję o ucieczce na Zachód. W nocy z 3 na 4 października tego roku grupa przekroczyła zieloną granicę z NRD w rejonie Deutschkatharinenbergu. Celem był Berlin Zachodni. Po 3 dniach marszu grupa próbowała bezskutecznie ukraść samochód. Doprowadziło to do rozpoczęcia  poszukiwań przez wschodnioniemiecką Volkspolizei. Kolejnym błędem uciekinierów była podróż pociągiem, aby szybciej dostać się do Berlina. Okazało się jednak, że pociąg jechał w przeciwnym kierunku. Podczas podróży bileterka poinformowała milicję o "podejrzanych cudzoziemcach". Czechosłowacy wysiedli na stacji kolejowej Uckro, ale wpadli w zasadzkę. Doszło do strzelaniny, podczas której 1 milicjant został zabity, a 2 rannych. Udało im się uciec, ale od grupy oddzielił się Z. Janata, którego schwytano. Po przesłuchaniu NRD-owskie służby bezpieczeństwa skontaktowały się z czechosłowackim StB, dowiadując się o dokonaniach grupy braci Mašínów. Zorganizowano wielką obławę z udziałem funkcjonariuszy Volkspolizei i służb bezpieczeństwa, a nawet oddziałów Armii Czerwonej, gdyż NRD nie miała jeszcze własnych sił zbrojnych. Gazety z RFN podawały, że obławę prowadzi ok. 20 tys. ludzi. Najprawdopodobniej było w nią zaangażowanych ok. 5 tys. policjantów, bez funkcjonariuszy służb bezpieczeństwa i żołnierzy sowieckich. Po drodze w starciach Czechosłowacy zastrzelili 3 Niemców, zaś kolejni 3 zginęli w wyniku tzw. przyjacielskiego ognia. Około 100 km od Berlina grupa została otoczona. Po przeczekaniu nocy jej członkowie podjęli próbę przebicia się, podczas której ranny został V. Švéda.  Dostał się w ręce Niemców, którzy przekazali go do Czechosłowacji, gdzie rozstrzelano go w 1955 r. Pozostałym udało się uciec. Ostatecznie 2 listopada przedostali się do Berlina Zachodniego, gdzie zgłosili się do Amerykanów. Przewieziono ich do USA. Tam wstąpili do oddziałów specjalnych armii amerykańskiej i po odsłużeniu pięcioletniego minimum potrzebnego do uzyskania obywatelstwa, opuścili szeregi armii.  W latach 60. Josef Mašín przeniósł się do Kolonii. StB kilka razy próbowała go porwać lub zabić, ale bezskutecznie. Później powrócił do USA, zamieszkując razem z bratem. Po 1989 r. ani razu nie przyjechali oni do uwolnionej od reżimu komunistycznego Czechosłowacji, gdyż nie zostali zrehabilitowani. Poza tym u wielu Czechów nadal pokutuje ich "czarny" wizerunek, część społeczeństwa uważa ich za zwykłych morderców. Natomiast w 2001 r. w Poděbradach osiedlił się Milan Paumer. 28 lutego 2008 r. w ambasadzie czeskiej w Waszyngtonie bracia Mašínowie zostali udekorowani przez premiera Mirka Topolánka. Na ich prośbę zostało to potraktowane jako prywatna uroczystość. 4 marca podobna uroczystość miała miejsce w Czechach w stosunku do M. Paumera.